# Toninho Moura
Antonio Moura Sanches (Bauru, 22 juli 1954) is een Braziliaans voetbaltrainer.
Vanaf 1994 tot op heden is hij coach geweest bij diverse clubs in Brazilië.